# Elisabeth Bachman
Elisabeth Anne Bachman (Minneapolis, 7 novembre 1978) è un'ex pallavolista statunitense.
Giocava nel ruolo di centrale. È sposata con l'allenatore neozelandese Hugh McCutcheon.

## Carriera
La carriera di Elisabeth Bachman inizia nel 1996 con la University of California, Los Angeles. Resta legata alla squadra della sua università fino al 1999, senza però ottenere grandi risultati; nonostante questo, dopo aver giocato nel Westwood Volleyball Club nel 2000, viene convocata per la prima volta in nazionale nel marzo 2001. Dopo aver partecipato al Montreux Volley Masters, vince la medaglia d'oro al World Grand Prix e al campionato nordamericano.
Nel 2002 inizia la carriera da professionista, giocando nel Minnesota Chill, con cui vince il campionato statunitense USPV. Nello stesso anno è finalista al campionato mondiale con la nazionale statunitense. Nei due anni seguenti si dedica esclusivamente alla nazionale: nel 2003 vince la medaglia d'oro alla Coppa panamericana, venendo premiata anche come miglior muro, la medaglia di bronzo ai XIV Giochi panamericani, la medaglia d'oro al campionato nordamericano e la medaglia di bronzo alla Coppa del Mondo; nel 2004 vince la medaglia d'argento alla Coppa panamericana, venendo nuovamente premiata come miglior muro, vince la medaglia di bronzo al World Grand Prix e partecipa ai Giochi della XXVIII Olimpiade.
Nella stagione 2004-05 gioca per la prima volta all'estero, nella Serie A2 italiana, per lo Start Volley Arzano, con cui ottiene la promozione in Serie A1. Con la nazionale vince il terzo campionato nordamericano consecutivo e la medaglia d'argento alla Grand Champions Cup. Al termine della manifestazione si ritira dall'attività agonistica.
Nell'estate del 2008, mentre si trovava a Pechino con i genitori ed il marito, impegnato con la nazionale statunitense maschile ai Giochi della XXIX Olimpiade, i suoi genitori furono vittime di un attentano, nel quale il padre perse la vita.

## Palmarès

### Club
- Campionato statunitense femminile: 1

2002

### Nazionale (competizioni minori)
- Coppa panamericana 2003
- Giochi panamericani 2003
- Montreux Volley Masters 2004
- Coppa panamericana 2004

### Premi individuali
- 2003 - Coppa panamericana: Miglior muro
- 2004 - Coppa panamericana: Miglior muro